# مروین جانز
مروین جانز (انگلیسی: Mervyn Johns؛ ۱۸ فوریهٔ ۱۸۹۹ – ۶ سپتامبر ۱۹۹۲) یک هنرپیشه اهل بریتانیا بود.
از فیلم‌ها یا برنامه‌های تلویزیونی که وی در آن نقش داشته است می‌توان به ۵۵ روز در پکن، مسافرخانه جامائیکا، فرانسیس آسیزی، ۱۹۸۴، قهرمانان تلمارک، جعبه جادویی، ادوارد، پسرم، موبی‌دیک، قلب گرفتار و رومئو و ژولیت اشاره کرد.